# Försvarsmaktens underhållscentrum
Försvarsmaktens underhållscentrum (FMUhC) var ett försvarsmaktsgemensamt centrum inom Försvarsmakten som verkade åren 1998–2001. Förbandsledningen var förlagd i Karlstads garnison i Karlstad.

## Historik
I försvarsbeslutet 1996 antog riksdagen regeringens förslag med att inrätta Försvarsmaktens försörjningscentrum. I sitt förslag hade regeringen preliminärt föreslagit att centrumet skulle förläggas till Skövde. I regeringens proposition för 1998 års statsbudget, föreslog man istället att centrumet skulle förläggas till Karlstad. Vidare föreslogs att Försvarsmakten från den 1 januari 1998 skulle överta ansvaret för tillgångar och skulder samt redovisningen av reservmateriel och drivmedelslager från Försvarets materielverk. 
Därmed föreslog regeringen att Försvarets materielverks verksamhet i Karlstad skulle överföras till Försvarsmakten, för att tillsammans med Försvarsmaktens verkstadsadministrativa centrum (VAC) i Karlstad och Arméns underhållscentrum (UhC) senast den 1 januari 1999 bilda Försvarsmaktens underhållscentrum (FMUhC), tidigare benämnt Försvarsmaktens försörjningscentrum.
Den 29 maj 2001 greps centrumets chef av Säpo, på grund av misstanke av utnyttjat sin position för att försöka avslöja försvarshemligheter. Under den utredning som gjordes av åklagarmyndigheten uttalade sig överbefälhavaren med att personer som chefen inte hade någon plats i Försvarsmakten.
Den 31 december 2001 upplöstes och avvecklades Försvarsmaktens underhållscentrum, för att från den 1 januari 2002 uppgå tillsammans med andra logistikenheter inom försvarsmakten för att bilda Försvarsmaktens logistik (FMLOG), eller FORGUS som organisationen till en början kallades, vilken senare omorganiserades till Försvarsmaktens logistik. Kvar i Karlstad blev en avvecklingsorganisation som verkade under 2002.

## Verksamhet
Försvarsmaktens underhållscentrum hade fyra huvudsakliga uppgifter.
- Verkstadsdrift och förnödenhetsförsörjning inom Försvarsmakten
- Utvecklings- och funktionsansvar för Försvarsmaktsgemensamma förband/enheter
- Samordnings- och utbildningsansvar för Försvarsmaktsgemensamma förband/enheter
- Ansvarade för typförbandsutveckling av de operativa underhållsförbanden

## Förläggningar och övningsplatser
Inför att Försvarsmaktens underhållscentrum skulle bildas, var det preliminära förslaget att enheten skulle förläggas till Skövde garnison. När centrumet bildades förlades det dock till Karolinen i Karlstads garnison. 

## Heraldik och traditioner
Försvarsmaktens underhållscentrum övertog med viss förändring vapnet som Verkstadsadministrativt centrum burit. Blasoneringen för vapnet lyder: "I blått fält en med åtta ben försedd häst av silver, i språng med man, svans och hovar av guld och med blixtar av samma tinktur vid de bakre hovarna. Skölden lagd över ett kärrhjul med sex ekrar och därunder ett stolpvis ställt svärd, allt av guld. Krona:Kunglig". Vidare övertog Försvarsmaktens underhållscentrum upplösta och avvecklade Svea trängkårs marsch.
I samband med att Försvarsmaktens underhållscentrum upplöstes, instiftades 2001 Försvarsmaktens Underhållscentrums minnesmedalj i brons (FMUHCMM).

## Förbandschefer
- 1998–2000: Anders Lindberg
- 2000–2001: Ingvar S Klang

## Namn, beteckning och förläggningsort
| Försvarsmaktens försörjningscentrum | xxxx-xx-xx | – | xxxx-xx-xx |
| Försvarsmaktens underhållscentrum   | 1998-01-01 | – | 2001-12-31 |
| Avvecklingsorganisation             | 2002-01-01 | – | 2002-12-31 |

| FMUhC | 1998-01-01 | – | 2001-12-31 |

| Skövde garnison    | xxxx-xx-xx | – | xxxx-xx-xx |
| Karlstads garnison | 1998-01-01 | – | 2002-12-31 |